# ハクセンナズナ
ハクセンナズナ（白鮮薺、学名：Macropodium pterospermum）は、アブラナ科ハクセンナズナ属の多年草。

## 特徴
茎は分枝しないで、直立し、高さは100cmになる。根出葉には葉柄があり、形は広卵形になる。茎につく葉は、下部のものには葉柄があるが、上部のものにはほとんどない。茎葉は長さ5-12cm、幅1-5cmの長卵形から広披針形で、先端は鋭尖形、基部は心形からくさび形、縁には鋸歯があり、表面は無毛で裏面の葉脈上に細毛が生える。
花期は7-8月。茎の先端に長さ15-40cmの総状花序をつけ、下の方から咲く。花序と水平に開く小花柄に細毛が密生する。花は白色の4弁花で、花弁は長さ5-6mmの線形。萼片は淡紫色で、4個あり、長さ約5mmの広線形。雄蕊は6個あり、うち内側の4個が花弁より長く突出し、長さ8-10mmになる。雌蕊は1個で長さ3.5mm。長角果は長さ2-4cm、幅4mmの広線形で、長い柄がある。種子は長さ2mmの楕円形で、広い翼がつく。
和名の由来は、花がミカン科のハクセン（白鮮）に似るナズナ（薺）から。種小名 pterospermum は、「翼のある種子の」の意味。

## 分布と生育環境
日本では、北海道、本州中部地方以北（月山、飯豊山、鬼怒沼山、中央アルプス、南アルプス）に分布し、高山帯のやや湿った草地や砂礫地、山地の斜面の水湿地に生育する。世界では、ロシア極東地方、中国東北地方に分布する。

## ギャラリー
- 雄蕊が長く突出する。
- 長角果